# Suzuki GSX-RR
La GSX-RR est un modèle de moto de compétition du constructeur Suzuki en lice dans la catégorie MotoGP du championnat FIM 2015. Son développement a débuté en 2012 afin de remplacer le modèle GSV-R. 
Elle débute officiellement la compétition lors du dernier Grand Prix de la saison 2014, sur le circuit de Valence. Randy de Puniet, pilote d'essai Suzuki cette année-là, prend part à la course en tant que pilote wild-card. Les pilotes officiels 2015 sont Maverick Vinales et Aleix Espargaro.
Le moteur est un quatre cylindres en ligne, 4 temps de 1 000 cm3, développant 240 ch.
L'ensemble des suspensions est fourni par Öhlins.